# Wattászidák
A Wattászidák egy késő középkori muszlim dinasztia, amely a mai Marokkó területén uralkodott a 15. század vége és a 16. század közepe között. Dinasztikus elődje a Marínidák, utódai a Szaaditák voltak.

## Uralkodók
| Uralkodó            | Születési idő | Halálozási idő   | Élethossz | Uralkodási idő       | Uralkodási évek | Neve arabul                    | Megjegyzés               |
| ------------------- | ------------- | ---------------- | --------- | -------------------- | --------------- | ------------------------------ | ------------------------ |
| Muhammad as-Sejk    | ?             | 1504             | ? év      | szultán: 1472 – 1504 | 32 év           | محمد الشيخ المهدي              |                          |
| Abdallah Muhammad   | 1464          | 1526             | 62 év     | szultán: 1504 – 1526 | 22 év           | محمد البرتقالي                 | Muhammad as-Sejk fia.    |
| Abu al-Abbász Ahmad | ?             | 1549             | ? év      | szultán: 1526 – 1545 | 19 év           | أبو العباس أحمد بن محمد        | Abdallah Muhammad fia.   |
| Naszir al-Kasziri   | ?             | 1547             | ? év      | szultán: 1545 – 1547 | 2 év            | ناصر الدين القصري محمد بن أحمد | Abu al-Abbász Ahmad fia. |
| Abu al-Abbász Ahmad | ?             | 1549             | ? év      | szultán: 1547 – 1549 | 2 év            | أبو العباس أحمد بن محمد        | Második uralkodása.      |
| Ali Abu Hasszun     | ?             | 1554 szeptembere | ? év      | szultán: 1549 – 1554 | 5 év            | علي أبو حسون                   | Naszir al-Kasziri fia.   |

## Fordítás
- Ez a szócikk részben vagy egészben  a   Wattasid dynasty című angol Wikipédia-szócikk fordításán alapul.  Az eredeti cikk szerkesztőit annak laptörténete sorolja fel. Ez a jelzés csupán a megfogalmazás eredetét és a szerzői jogokat jelzi, nem szolgál a cikkben szereplő információk forrásmegjelöléseként.